# Björlanda distrikt
Björlanda distrikt är ett distrikt i Göteborgs kommun och Västra Götalands län. 
Distriktet ligger i nordvästra Göteborg.

## Tidigare administrativ tillhörighet
Distriktet inrättades 2016 och utgörs av en del av området Göteborgs stad omfattade till 1971, delen som före 1967 utgjorde Björlanda socken.
Området motsvarar den omfattning Björlanda församling hade vid årsskiftet 1999/2000.